# Chihuahua (ciutat)
La ciutat de Chihuahua és la capital de l'estat mexicà homònim de Chihuahua, localitzat al nord de Mèxic, i del seu propi municipi. Té una població estimada de 800.000 habitants.
El seu nom es deriva del nàhuatl Xicuahua que significa "lloc sec i sorrenc". La ciutat va ser fundada el 12 d'octubre, 1709 per Antonio Deza y Ulloa, un explorador espanyol, en la intersecció dels rius Chuviscar i Sacramento. Durant el període de la Intervenció Francesa i el Segon Imperi Mexicà, el govern republicà exiliat de Benito Juárez la va escollir com a seu temporal de govern. Durant la Revolució Mexicana es va convertir en la base de l'exèrcit encapçalat per Pancho Villa. Avui dia, la seva casa s'ha convertit en un museu.

## Persones il·lustres
- Lilia Aguilar (1977, política).